# Большая Акуля
Больша́я Аку́ля (также Большо́й Аку́ль) — озеро в Челябинской области России.

## Общие сведения
Озеро Большая Акуля расположено на территории города Кыштым. Площадь — 6,32 квадратного километра. Средняя глубина — 3 метра, наибольшая — 5 метра. Урез воды — 250,4 метра. В озере водятся плотва, щука, карась, лещ, окунь. Площадь водосборного бассейна — 200 квадратных километров, высота над уровнем моря — 248 метра. Озеро имеет в длину 4, в ширину 2½, в окружности 13 верст.
Западнее Абаткуля расположены озёра Казакбай и Бусар, юго-восточнее озеро Кирды с одноимённым селом.
На северном берегу — база отдыха «Акуля», на восточном — водокачка. Соединено протоками с озёрами Акакуль (на юго-востоке) и Малая Акуля (на севере). Вдоль северо-восточного берега проходит автодорога Кыштым — Долгодеревенское. Северное побережье заболочено.